# شکل‌دهی برشی

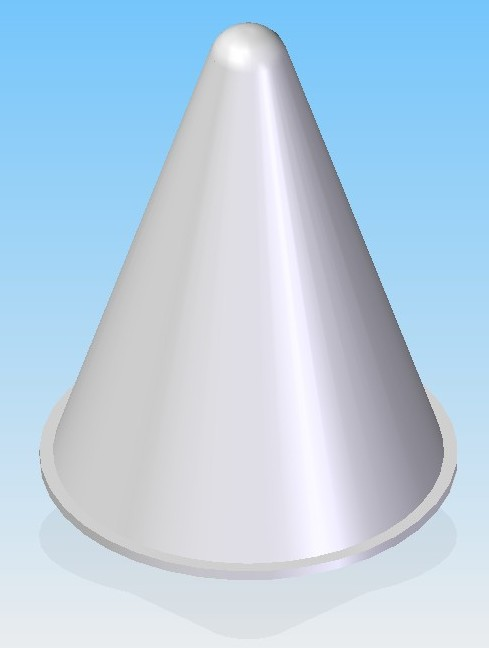
شکل ۱. یک محصول تولید شده با روش شکل دهی برشی: یک مخروط توخالی با ضخامت دیواره نازک

شکل دهی برشی (به انگلیسی: shear forming) که به آن چرخش برشی نیز گفته می‌شود، مشابه شکل دهی چرخشی فلزات (به انگلیسی: shear spinning) است. در چرخش برشی، مساحت قطعه نهایی تقریباً مساوی با ورق فلز مسطح است. ضخامت دیواره با فاصله بین غلتک و سنبه کنترل می‌شود. در شکل دهی برشی، در دیواره کاهش ضخامت اتفاق می‌افتد.
تا پیش از دهه ۱۹۵۰، عملیات چرخش به وسیله یک ماشین تراش ساده انجام می‌شد. هنگامی که فن آوری‌های جدیدی به حوزه شکل دهی فلزات وارد شدند و دستگاه‌های چرخشی اختصاصی با قدرت در دسترس بودند، توسعه شکل دهی برشی در سوئد آغاز شد.

## شماتیک‌ها

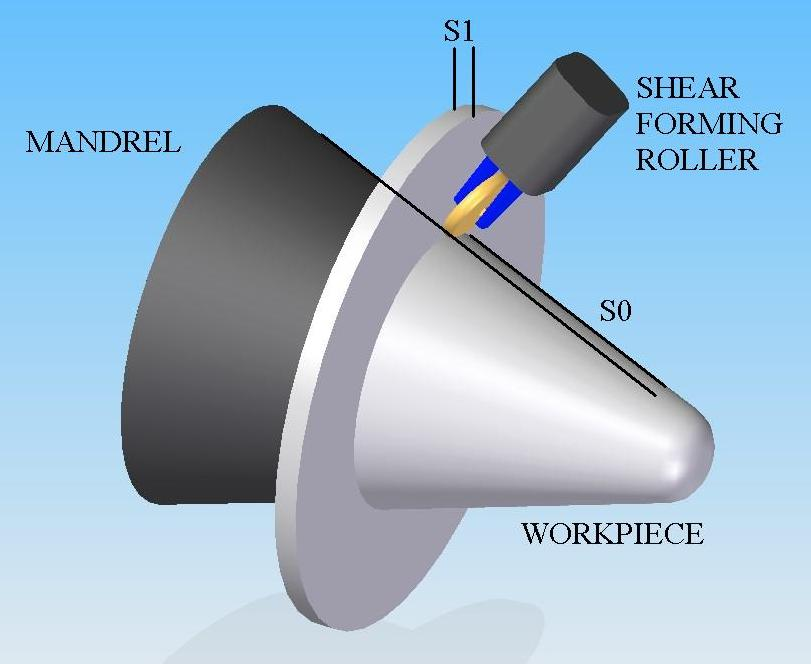
شکل ۲ شماتیک شکل دهی برشی

شکل ۲ شماتیک یک فرایند شکل دهی برشی را نشان می‌دهد.
1. یک ورق فلز بین سنبه و چاک دستگاه چرخش قرار می‌گیرد. سنبه شکل داخلی قطعه مورد نظر نهایی را دارد.
2. یک غلتک باعث می‌شود ورق فلز به دور سنبه پیچیده شود تا شکل مورد نظر را به خود بگیرد.

همان‌طور که در شکل قابل مشاهده است، s1 که ضخامت ابتدایی دیواره قطعه کار است، به s0 کاهش می‌یابد.

## قطعه کار و پروفیل ابزار غلتک
در شکل دهی برشی، قطعه کار اولیه می‌تواند مقطع دایره ای یا مستطیلی داشته باشد. از طرف دیگر، شکل پروفیل قطعه نهایی می‌تواند مقعر، محدب یا ترکیبی از این دو باشد.
ماشین شکل دهی برشی بسیار شبیه ماشین چرخش معمولی است، با این تفاوت که باید در برابر نیروها مقاومت بسیار بیشتری داشته باشد، زیرا نیروهایی که برای انجام عملیات برش لازم هستند بسیار بالاتر هستند.
طراحی غلتک باید با دقت انجام شود، زیرا بر روی شکل قطعه، ضخامت دیواره و دقت ابعادی تأثیر می‌گذارد. هرچه شعاع دماغه ابزار کمتر باشد، تنش‌ها بیشتر می‌شوند و کمترین میزان یکنواختی در ضخامت حاصل می‌شود.

## قابلیت چرخش
قابلیت چرخش، که بعضی اوقات با عنوان قابلیت چرخش برشی هم شناخته می‌شود، می‌تواند به عنوان توانایی یک فلز برای قرار گرفتن تحت تغییر شکل چرخش برشی بدون افزایش مقاومت کششی و پارگی تعریف شود. در مورد قابلیت چرخش، از دو نویسنده، کگ و کالپاکچوگلو، یک کار منتشر شده و در دسترس است.
کگ پیش‌بینی کرد که برای ماده ای با کاهش کشش ۸۰٪، کاهش چرخش نهایی برابر یا بیشتر از ۸۰٪ باشد. کالپاکچوگلو نتیجه گرفت که برای فلزات با کرنش شکست واقعی ۰٫۵ یا بیشتر، برای کاهش شکل دهی برشی یک حداکثر حد وجود دارد. برای مواد با کرنش واقعی کمتر از ۰٫۵، قابلیت چرخش به شکل‌پذیری مواد بستگی دارد.
مواد با قابلیت چرخش بالا شامل مواد شکل‌پذیر مانند آلومینیوم و آلیاژهای خاص فلزی است.

## اهمیت عملیات شکل دهی برشی در ساخت و تولید
شکل دهی برشی و عملیات چرخش معمولی کمتر از سایر فرآیندهای تولید مانند کشش عمیق و آیرنینگ استفاده می شود. امکان دستیابی به تقریباً هر شکل و ساخت قطعات مقطع نازک، باعث می‌شود که چرخش فرایندی تطبیق پذیر باشد که به‌طور گسترده در تولید کالاهای سبک استفاده می‌شود. از دیگر مزایای شکل دهی برشی می‌توان به خواص مکانیکی نهایی خوب در قطعه و پرداخت سطح بسیار مناسب اشاره کرد.
قطعات معمولی که توسط ماشین‌های مکانیکی چرخش ساخته می‌شوند، شامل موشک‌های دماغه مخروطی، موتور توربین گاز و آنتن‌های بشقابی هستند.

## شکل دهی جریان
شکل دهی جریان یک تکنیک شکل دهی تدریجی فلز است که در آن یک ابزار از حرکت چرخشی استفاده می‌کند تا ضخامت دیواره قطعه خام را تغییر دهد. در شکل دهی جریان دیسک یا لوله ای از فلز بر روی یک سنبه قرار می‌گیرد و توسط یک یا چند غلتک و با استفاده از فشار فوق‌العاده بالا شکل می‌گیرد. غلتک قطعه کار را تغییر شکل می‌دهد، و آن را مجبور می‌کند تا در برابر سنبه قرار گیرد، تا هم از نظر محوری به آن طول دهد و هم از نظر شعاعی آن را باریک و نازک کند. از آنجا که فشار اعمال شده توسط غلتک بسیار موضعی است و ماده به تدریج شکل می‌گیرد، غالباً نسبت به فرآیندهای کشش و آیرنینگ به‌طور خالص در انرژی مورد نیاز برای شکل دهی صرفه جویی می‌شود. با این حال، این صرفه جویی اغلب به دلیل مشکلاتی که به‌طور ذاتی در پیش‌بینی تغییر شکل حاصل برای مسیر مشخص غلتک وجود دارد، در نظر نمی‌آید. شکل دهی جریان، قطعه کار را تا حد بالایی در معرض اصطکاک و تغییر شکل قرار می‌دهد. در صورت عدم کارگیری مایع خنک‌کننده مناسب، این دو عامل ممکن است قطعه کار را تا چند صد درجه گرم کنند. شکل دهی جریان دو نوع است: مستقیم و معکوس. در هر دو نوع، ابزار توسط سنبه ثابت شده‌است در حالی که غلتک در موقعیت قطعه کار قرار دارد و موقعیت محوری ماده را تغییر می‌دهد در حالی که قطر داخلی قطعه تغییر نمی‌کند. به این ترتیب در یک ناحیه تغییر شکل محدود و کوچک بین غلتک و قطعه کار، یک تنوع مشخص برای ضخامت دیواره ممکن است.
در صنعت برای ساخت قطعات لوله ای فلزی با جداره نازک از شکل دهی جریان استفاده می‌شود. همچنین شکل دهی جریان اغلب برای تولید چرخ‌های خودرو استفاده می‌شود و می‌توان از آن برای کشیدن چرخ به عرض دلخواه، از قطعه خام ماشینکاری شده استفاده کرد. شکل دهی جریان برای طیف وسیعی از مواد مانند آلیاژهای فولاد، تیتانیوم و آلیاژهای تیتانیوم، برنج، مس، آلومینیوم و نیکل قابل استفاده است.
در هنگام شکل دهی جریان، قطعه کار را کار سرد می‌کنند که خواص مکانیکی آن را تغییر می‌دهد، بنابراین استحکام آن شبیه به استحکام یک فلز آهنگری شده می‌شود. قطعه نهایی بعد از عملیات شکل دهی جریان، سبک‌تر، درازتر، مستحکم تر و مقاوم در برابر شوک است. همچنین موضعی بودن فشار اعمال شده توسط غلتک باعث می‌شود تا قطعات ساخته شده از این روش که تقارن محوری دارند، از دقت ابعادی و کیفیت سطحی بالایی برخوردار باشند. همچنین در شکل دهی جریان از به هدر رفتن مواد به میزان زیادی جلوگیری می‌شود و از لحاظ اقتصادی یک روش ساخت مقرون به صرفه به‌شمار می‌رود.